# Pierre-Hugues Herbert
Pierre-Hugues Herbert (* 18. března 1991 Schiltigheim) je francouzský profesionální tenista, který s krajanem Nicolasem Mahutem v letech 2015–2019 zkompletoval kariérní grandslam v mužské čtyřhře, tj. jako osmý pár historie vyhráli všechny čtyři majory. Společně triumfovali na US Open 2015, Wimbledonu 2016, French Open 2018 i 2021 a Australian Open 2019. Společně také ovládli Turnaj mistrů 2019 a 2021. V juniorské kategorii získal deblovou trofej ve Wimbledonu 2009. Ve své dosavadní kariéře na okruhu ATP Tour vyhrál dvacet čtyři deblových turnajů. Na challengerech ATP a okruhu ITF získal deset titulů ve dvouhře a třicet ve čtyřhře.
Na žebříčku ATP byl ve dvouhře nejvýše klasifikován v únoru 2019 na 36. místě a ve čtyřhře pak v červenci 2016 na 2. místě. Trénuje ho otec Jean Roch Herbert.
Ve francouzském daviscupovém týmu debutoval v roce 2016 čtvrtfinálem světové skupiny proti České republice, v němž s Mahutem vyhráli pětisetovou čtyřhru nad párem Lukáš Rosol a Radek Štěpánek. Francouzi postoupili po vítězství 3:1 na zápasy. V Davis Cupu 2017 se stal členem vítězného týmu. Do listopadu 2025 v soutěži nastoupil k šestnácti mezistátním utkáním s bilancí 0–1 ve dvouhře a 14–2 ve čtyřhře.
Francii reprezentoval na Letních olympijských hrách 2016 v Riu de Janeiru, kde v mužské čtyřhře vytvořil nejvýše nasazenou dvojici s Nicolasem Mahutem. Soutěž však opustili již v úvodním kole po dvousetové prohře od kolumbijského páru Juan Sebastián Cabal a Robert Farah. Ve smíšené soutěži byli s Kristinou Mladenovicovou turnajovými dvojkami. Poraženi však odešli v prvním kole od italské dvojice Roberta Vinciová a Fabio Fognini po nezvládnutém rozhodujícím supertiebreaku.

## Tenisová kariéra
V juniorské čtyřhře Wimbledonu 2009 hrál po boku Němce Kevina Krawietza. Ve finále zdolali francouzský pár Julien Obry a Adrien Puget až v supertiebreaku dvoubodovým rozdílem. Ve dvouhře juniorů US Open 2009 se probojoval do semifinále, kde nestačil na pozdějšího australského vítěze Bernarda Tomica. Měsíc po newyorském majoru, v říjnu 2009, dosáhl kariérního maxima na juniorském kombinovaném žebříčku ITF, když mu patřila 9. příčka.
Profesionálem se stal v sezóně 2010. První turnaj série Masters odehrál na listopadovém BNP Paribas Masters 2013, kde jako postoupivší kvalifikant na úvod přehrál krajana Benoîta Paireho. Ve druhém však skončil na raketě světové dvojky a pozdějšího vítěze Novaka Djokoviće. Na konečném žebříčku ATP za rok 2013 ve dvouhře byl postaven na 106. místě.

### 2014
V rámci nejvyšší grandslamové úrovně debutoval na French Open 2014, když do hlavní soutěže dvouhry obdržel divokou kartu. Z prvního kola však odešel od světové desítky Johna Isnera. O měsíc později prošel wimbledonskou kvalifikací 2014 díky třem výhrám nad Bornou Ćorićem, Danielem Kosakowskim a Miloslavem Mečířem mladším. V úvodním kole hlavní soutěže jej pak zdolal Američan Jack Sock, přestože vyhrál úvodní sadu v tiebreaku, aby zbylé tři ztratil.
Na říjnovém Swiss Indoors 2014, hraném v basilejské hale St. Jakobshalle postoupil z kvalifikace. V otevíracím duelu hlavní soutěže zůstal na jeho raketě krajan Édouard Roger-Vasselin, když o postupujícím rozhodla až zkrácená hra poslední sady. Ve druhé fázi jej však deklasovala světová dvojka Rafael Nadal, jemuž odebral pouze dva gamy.
Premiérový titul na okruhu ATP Tour dosáhl ve čtyřhře Rakuten Japan Open Tennis Championships 2014. Do hlavní soutěže tokijského turnaje postoupili s Polákem Michałem Przysiężnym až jako šťastný poražený pár z kvalifikace. V prvním kole překvapivě vyřadili nejlepší světovou dvojici bratrů Boba a Mika Bryanových v supertiebreaku. Ve finále přehráli druhý nasazený chorvatsko-brazilský pár Ivan Dodig a Marcelo Melo.

### 2015
Na melbournském grandslamu Australian Open 2015 si zahrál mužské čtyřhry v páru s krajanem Nicolasem Mahutem. Ve čtvrtfinále na jejich raketách skončili turnajové dvojky Julien Benneteau a Édouard Roger-Vasselin. Mezi poslední čtveřicí párů podruhé porazili čtvrté nasazené Dodiga s Melem. Finálový duel však vyhrál – poprvé po padesáti šesti letech – italský pár Simone Bolelli a Fabio Fognini.
První finále na okruhu ATP v singlu si zahrál na turnaji s tvrdým podkladem v americkém Winston-Salemu, když cestou do něj přešel přes Sergije Stachovskiho, Marcose Baghdatise, Aljaže Bedeneho, Pabla Carreña Bustu a Steva Johnsona. V něm byl však nad jeho síly Jihoafričan Kevin Anderson, se kterým prohrál ve dvou setech.
Ve Wimbledonu se po výhrách v kvalifikaci nad Hansem Podlipnikem Castillem, Facundem Argüellem a Íñigem Cervantesem dostal do hlavní soutěže. V prvním kole přehrál po téměř třech hodinách v pěti setech Jihokorejce Hjona Čonga, když v posledním setu zvítězil 10–8. Ve druhém kole prohrál ve dvou setech s Bernardem Tomicem z Austrálie, hráčem, se kterým prohrál v semifinále juniorského US Open 2009.
V soutěži čtyřhry na zářijovém US Open získal společně s Nicolasem Mahutem premiérový grandslamový titul, když ve finále porazili britsko-australské turnajové osmičky Jamieho Murrayho s Johnem Peersem bez ztráty servisu po dvousetovém průběhu

### 2016–2018
Do třetího kola grandslamové dvouhry se poprvé probojoval na Australian Open 2016, když zvládl postup z kvalifikačního turnaje. V prvním kole přehrál Španěla Pabla Andújara a ve druhém Američana startujícího na divokou kartu Noaha Rubina. Ve třetí fázi skončil na raketě devátého nasazeného krajana Jo-Wilfrieda Tsongy po třísetovém průběhu, když nezvládl dva tiebreaky.

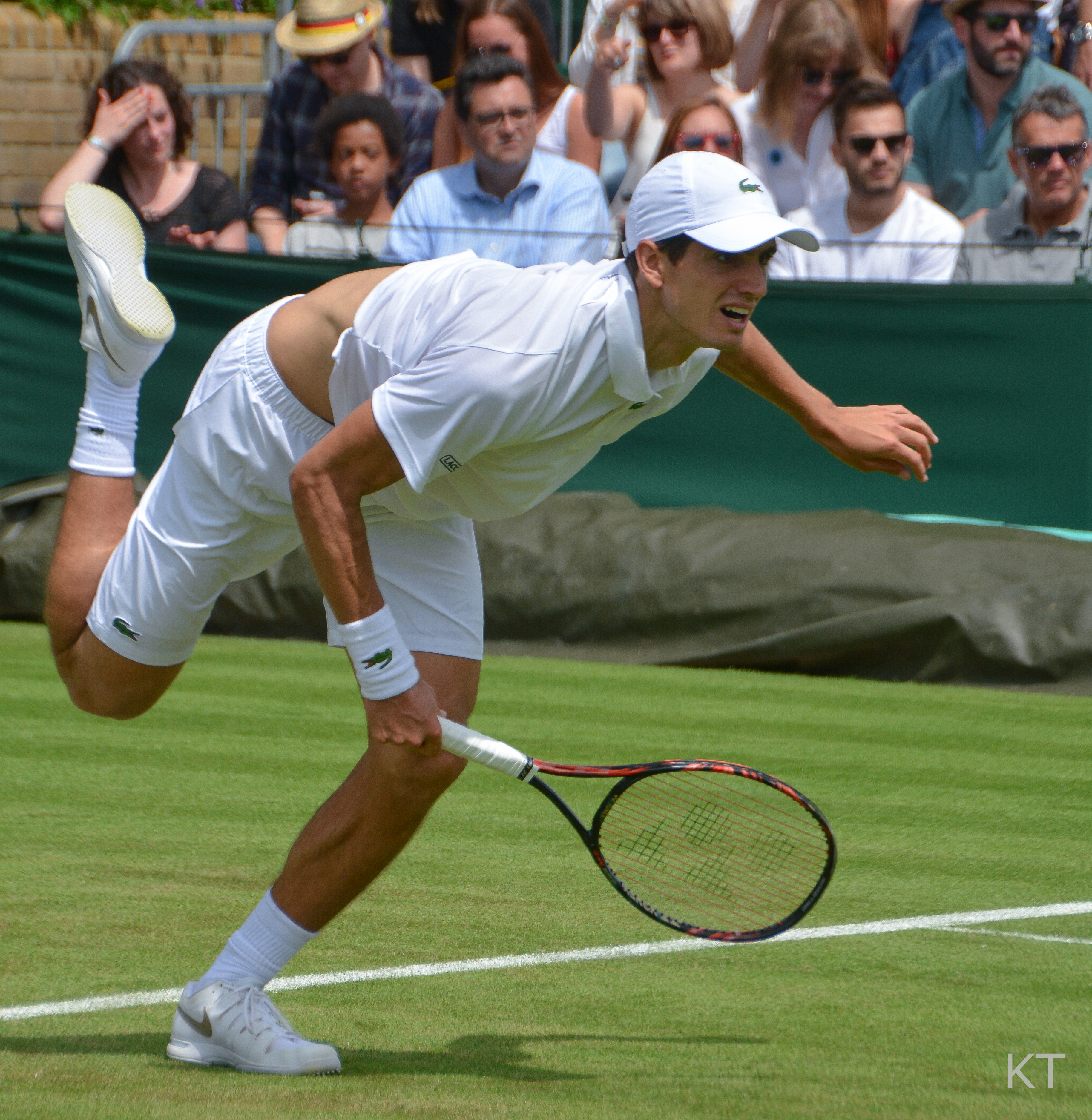
Podání ve Wimbledonu 2016

S Nicolasem Mahutem nejdříve ovládl únorový ABN AMRO World Tennis Tournament 2016, aby následně získali tituly ze tří úvodních mastersů roku, když postupně vyhráli Indian Wells Masters 2016, Miami Miasters 2016 a Monte Carlo Rolex Masters. Bodový zisk následně přispěl k posunu vzhůru deblovým žebříčkem. V jeho vydání ze 6. června 2016, po vyřazení třetím kole debla na French Open 2016, dosáhl nového kariérního maxima, když mu patřilo 3. místo. Jeho spoluhráč Mahut se v dané aktualizaci stal historicky druhým francouzským mužem na čele světové klasifikace.
Ve Wimbledonu 2016 se nejprve v singlové části dostal do třetího kola, kde ho vyřadil jeho spoluhráč ze čtyřhry Nicolas Mahut, se kterým se v deblu probojoval do finále, kde zdolali krajany Juliena Benneteaua a Édouarda Rogera-Vasselina a získali tak druhý společný Grand Slam. Bylo to poprvé v historii, kdy měla tato wimbledonská soutěž ryze francouzské obsazení.
Debutovou výhru nad členem elitní světové desítky zaznamenal ve čtvrtfinále rotterdamského ABN AMRO World Tennis Tournament 2017, když vyřadil osmého hráče pořadí Dominica Thiema ve dvou setech. Následně však skončil na raketě třetího nasazeného Belgičana Davida Goffina.
Třetí grandslamový vavřín ze čtyřhry přidal s Mahutem na French Open 2018. Ve finále za 1.40 hodin zdolali rakousko-chorvatské turnajové dvojky Olivera Maracha a Mateho Paviće. Ve druhé sadě přitom odvrátili čtyři setboly a zápas následně ukončili v tiebreaku. Stali se tak třetí francouzskou dvojicí, která triumfovala na Roland Garros, když navázali na vítězství Henriho Lecontea s Yannickem Noahem (1984) a Juliena Benneteaua s Édouardem Rogerem-Vasselinem (2014).

## Finále na Grand Slamu

### Mužská čtyřhra: 6 (5–1)
| Stav      | rok  | turnaj          | povrch | spoluhráč     | soupeři ve finále                       | výsledek           |
| --------- | ---- | --------------- | ------ | ------------- | --------------------------------------- | ------------------ |
| Finalista | 2015 | Australian Open | tvrdý  | Nicolas Mahut | Simone Bolelli Fabio Fognini            | 4–6, 4–6           |
| Vítěz     | 2015 | US Open         | tvrdý  | Nicolas Mahut | Jamie Murray John Peers                 | 6–4, 6–4           |
| Vítěz     | 2016 | Wimbledon       | tráva  | Nicolas Mahut | Julien Benneteau Édouard Roger-Vasselin | 6–4, 7–6(7–1), 6–3 |
| Vítěz     | 2018 | French Open     | antuka | Nicolas Mahut | Oliver Marach Mate Pavić                | 6–3, 7–6(7–4)      |
| Vítěz     | 2019 | Australian Open | tvrdý  | Nicolas Mahut | Henri Kontinen John Peers               | 6–4, 7–6(7–1)      |
| Vítěz     | 2021 | French Open (2) | antuka | Nicolas Mahut | Alexandr Bublik Andrej Golubjev         | 4–6, 7–6(7–1), 6–4 |

## Finále na Turnaji mistrů

### Čtyřhra: 3 (2–1)
| Stav      | rok  | turnaj                 | povrch    | spoluhráč     | soupeři ve finále           | výsledek finále   |
| --------- | ---- | ---------------------- | --------- | ------------- | --------------------------- | ----------------- |
| Finalista | 2018 | Londýn, Velká Británie | tvrdý (h) | Nicolas Mahut | Mike Bryan Jack Sock        | 7–5, 1–6, [11–13] |
| Vítěz     | 2019 | Londýn, Velká Británie | tvrdý (h) | Nicolas Mahut | Raven Klaasen Michael Venus | 6–3, 6–4          |
| Vítěz     | 2021 | Turín, Itálie          | tvrdý (h) | Nicolas Mahut | Rajeev Ram Joe Salisbury    | 6–4, 7–6(7–0)     |

## Finále na okruhu ATP Tour
| Legenda (před/od 2009)        |
| ----------------------------- |
| D – dvouhra; Č – čtyřhra      |
| Grand Slam (5–1 Č)            |
| Turnaj mistrů (2–1 Č)         |
| ATP Tour Masters 1000 (7–2 Č) |
| ATP Tour 500 (6–0 Č)          |
| ATP Tour 250 (0–4 D, 4–6 Č)   |

### Dvouhra: 4 (0–4)
| Stav      | č. | datum           | turnaj                       | povrch    | soupeř ve finále   | výsledek finále    |
| --------- | -- | --------------- | ---------------------------- | --------- | ------------------ | ------------------ |
| Finalista | 1. | 29. srpna 2015  | Winston-Salem, Spojené státy | tvrdý     | Kevin Anderson     | 4–6, 5–7           |
| Finalista | 2. | 30. září 2018   | Šen-čen, Čína                | tvrdý     | Jošihito Nišioka   | 5–7, 6–2, 4–6      |
| Finalista | 3. | 10. února 2019  | Montpellier, Francie         | tvrdý (h) | Jo-Wilfried Tsonga | 4–6, 2–6           |
| Finalista | 4. | 14. března 2021 | Marseille, Francie           | tvrdý (h) | Daniil Medveděv    | 4–6, 7–6(7–4), 4–6 |

### Čtyřhra: 34 (24–10)
| Stav      | č.  | datum              | turnaj                                   | povrch    | spoluhráč         | soupeři ve finále                       | výsledek finále        |
| --------- | --- | ------------------ | ---------------------------------------- | --------- | ----------------- | --------------------------------------- | ---------------------- |
| Vítěz     | 1.  | 5. října 2014      | Tokio, Japonsko                          | tvrdý     | Michał Przysiężny | Ivan Dodig Marcelo Melo                 | 6–3, 6–7(3–7), [10–5]  |
| Finalista | 1.  | 31. ledna 2015     | Australian Open, Melbourne, Austrálie    | tvrdý     | Nicolas Mahut     | Simone Bolelli Fabio Fognini            | 4–6, 4–6               |
| Finalista | 2.  | 13. června 2015    | Rosmalen, Nizozemsko                     | tráva     | Nicolas Mahut     | Ivo Karlović Łukasz Kubot               | 2–6, 6–7(9–11)         |
| Vítěz     | 2.  | 21. června 2015    | Queen's Club, Londýn, Velká Británie     | tráva     | Nicolas Mahut     | Marcin Matkowski Nenad Zimonjić         | 6-2, 6-2               |
| Vítěz     | 3.  | 12. září 2015      | US Open, New York, Spojené státy         | tvrdý     | Nicolas Mahut     | Jamie Murray John Peers                 | 6–4, 6–4               |
| Finalista | 3.  | 27. září 2015      | Mety, Francie                            | tvrdý (h) | Nicolas Mahut     | Łukasz Kubot Édouard Roger-Vasselin     | 6–2, 3–6, [7–10]       |
| Vítěz     | 4.  | 19. března 2016    | Indian Wells, Spojené státy              | tvrdý     | Nicolas Mahut     | Vasek Pospisil Jack Sock                | 6–3, 7–6(7–5)          |
| Vítěz     | 5.  | 2. dubna 2016      | Miami, Spojené státy                     | tvrdý     | Nicolas Mahut     | Raven Klaasen Rajeev Ram                | 5–7, 6–1, [10–7]       |
| Vítěz     | 6.  | 17. dubna 2016     | Monte Carlo, Monako                      | antuka    | Nicolas Mahut     | Bruno Soares Jamie Murray               | 4–6, 6–0, [10–6]       |
| Vítěz     | 7.  | 19. června 2016    | Queen's Club, Londýn, Velká Británie (2) | tráva     | Nicolas Mahut     | Chris Guccione André Sá                 | 6–3, 7–6(7–5)          |
| Vítěz     | 8.  | 9. července 2016   | Wimbledon, Londýn, Velká Británie        | tráva     | Nicolas Mahut     | Julien Benneteau Édouard Roger-Vasselin | 6–4, 7–6(7–1), 6–3     |
| Finalista | 4.  | 23. října 2016     | Antverpy, Belgie                         | tvrdý (h) | Nicolas Mahut     | Daniel Nestor Édouard Roger-Vasselin    | 4–6, 4–6               |
| Finalista | 5.  | 6. listopadu 2016  | Paříž, Francie                           | tvrdý (h) | Nicolas Mahut     | Henri Kontinen John Peers               | 4–6, 6–3, [6–10]       |
| Vítěz     | 9.  | 21. května 2017    | Řím, Itálie                              | antuka    | Nicolas Mahut     | Ivan Dodig Marcel Granollers            | 4–6, 6–4, [10–3]       |
| Vítěz     | 10. | 13. srpna 2017     | Montreal, Kanada                         | tvrdý     | Nicolas Mahut     | Rohan Bopanna Ivan Dodig                | 6–4, 3–6, [10–6]       |
| Vítěz     | 11. | 20. srpna 2017     | Cincinnati, Spojené státy                | tvrdý     | Nicolas Mahut     | Jamie Murray Bruno Soares               | 7–6(8–6), 6–4          |
| Finalista | 6.  | 6. ledna 2018      | Puné, Indie                              | tvrdý     | Gilles Simon      | Robin Haase Matwé Middelkoop            | 6–7(5–7), 6–7(5–7)     |
| Vítěz     | 12. | 18. února 2018     | Rotterdam, Nizozemsko (3)                | tvrdý (h) | Nicolas Mahut     | Oliver Marach Mate Pavić                | 2–6, 6–2, [10–7]       |
| Vítěz     | 13. | 9. června 2018     | French Open, Paříž, Francie              | antuka    | Nicolas Mahut     | Oliver Marach Mate Pavić                | 6–3, 7–6(7–4)          |
| Finalista | 7.  | 18. listopadu 2018 | Turnaj mistrů, Londýn, Velká Británie    | tvrdý (h) | Nicolas Mahut     | Mike Bryan Jack Sock                    | 7–5, 1–6, [11–13]      |
| Vítěz     | 14. | 5. ledna 2019      | Dauhá, Katar                             | tvrdý     | David Goffin      | Robin Haase Matwé Middelkoop            | 5–7, 6–4, [10–4]       |
| Vítěz     | 15. | 26. ledna 2019     | Australian Open, Melbourne, Austrálie    | tvrdý     | Nicolas Mahut     | Henri Kontinen John Peers               | 6–4, 7–6(7–1)          |
| Vítěz     | 16. | 3. listopadu 2019  | Paříž, Francie                           | tvrdý (h) | Nicolas Mahut     | Karen Chačanov Andrej Rubljov           | 6–4, 6–1               |
| Vítěz     | 17. | 17. listopadu 2019 | Turnaj mistrů, Londýn, Velká Británie    | tvrdý (h) | Nicolas Mahut     | Raven Klaasen Michael Venus             | 6–3, 6–4               |
| Vítěz     | 18. | 16. února 2020     | Rotterdam, Nizozemsko                    | tvrdý (h) | Nicolas Mahut     | Henri Kontinen Jan-Lennard Struff       | 7–6(7–5), 4–6, [10–7]  |
| Vítěz     | 19. | 18. října 2020     | Kolín na Rýnem, Německo                  | tvrdý (h) | Nicolas Mahut     | Łukasz Kubot Marcelo Melo               | 6–4, 6–4               |
| Finalista | 8.  | 23. května 2021    | Lyon, Francie                            | antuka    | Nicolas Mahut     | Hugo Nys Tim Pütz                       | 4–6, 7–5, [8–10]       |
| Vítěz     | 20. | 13. června 2021    | French Open, Paříž, Francie (2)          | antuka    | Nicolas Mahut     | Alexandr Bublik Andrej Golubjev         | 4–6, 7–6(7–1), 6–4     |
| Vítěz     | 21. | červen 2021        | Queen's Club, Londýn, Velká Británie (3) | tráva     | Nicolas Mahut     | John Peers Reilly Opelka                | 6–4, 7–5               |
| Finalista | 9.  | 7. listopadu 2021  | Paříž, Francie                           | tvrdý (h) | Nicolas Mahut     | Michael Venus Tim Pütz                  | 3–6, 7-6(7-4), [11-13] |
| Vítěz     | 22. | 21. listopadu 2021 | Turnaj mistrů, Turín, Itálie (2)         | tvrdý (h) | Nicolas Mahut     | Rajeev Ram Joe Salisbury                | 6–4, 7–6(7–0)          |
| Vítěz     | 23. | 6. února 2022      | Montpellier, Francie                     | tvrdý (h) | Nicolas Mahut     | Lloyd Glasspool Harri Heliövaara        | 4–6, 7–6(7–3), [12–10] |
| Finalista | 10. | listopad 2024      | Mety, Francie                            | tvrdý (h) | Albano Olivetti   | Sander Arends Luke Johnson              | 4–6, 6–3, [3–10]       |
| Vítěz     | 24. | únor 2025          | Marseille, Francie                       | tvrdý (h) | Benjamin Bonzi    | Sander Gillé Jan Zieliński              | 6–3, 6–4               |

## Tituly na challengerech ATP
| Legenda                 |
| ----------------------- |
| Challengery (4 D; 17 Č) |

### Dvouhra (4 tituly)
| Č. | datum              | turnaj                        | povrch    | poražený finalista | výsledek      |
| -- | ------------------ | ----------------------------- | --------- | ------------------ | ------------- |
| 1. | 10. února 2014     | Quimper, Francie              | tvrdý (h) | Vincent Millot     | 7-6(7-5), 6-3 |
| 2. | 10. listopadu 2014 | Mouilleron-le-Captif, Francie | tvrdý (h) | Marsel İlhan       | 6–2, 6-3      |
| 3. | 14. února 2016     | Bergamo, Itálie               | tvrdý     | Jegor Gerasimov    | 6–3, 7–6(7–5) |
| 4. | 26. září 2016      | Orleans, Francie              | tvrdý (h) | Norbert Gombos     | 7–5, 4–6, 6–3 |

### Čtyřhra (17 titulů)
| Č.  | datum             | turnaj                        | povrch    | spoluhráč              | poražení finalisté                   | výsledek               |
| --- | ----------------- | ----------------------------- | --------- | ---------------------- | ------------------------------------ | ---------------------- |
| 1.  | 24. října 2010    | Orléans, Francie              | tvrdý (h) | Nicolas Renavand       | Sébastien Grosjean Nicolas Mahut     | 7–6(7–3), 1–6, [10–6]  |
| 2.  | 6. března 2011    | Cherbourg, Francie            | tvrdý (h) | Nicolas Renavand       | Nicolas Mahut Édouard Roger-Vasselin | 3–6, 6–4, [10–5]       |
| 3.  | 11. září 2011     | Saint-Rémy, Francie           | tvrdý     | Édouard Roger-Vasselin | Arnaud Clément Nicolas Renavand      | 6–0, 4–6, [10–7]       |
| 4.  | 23. října 2011    | Orléans, Francie (2)          | tvrdý (h) | Nicolas Renavand       | David Škoch Simone Vagnozzi          | 7–5, 6–3               |
| 5.  | 12. února 2012    | Quimper, Francie              | tvrdý (h) | Maxime Teixeira        | Dustin Brown Jonathan Marray         | 7–6(7–5), 6–4          |
| 6.  | 1. dubna 2012     | Le Gosier, Francie            | tvrdý (h) | Albano Olivetti        | Paul Hanley Jordan Kerr              | 7–5, 1–6, [10–7]       |
| 7.  | 13. dubna 2013    | Itajaí, Brazílie              | antuka    | James Duckworth        | Guilherme Clezar Fabricio Neis       | 7–5, 6–2               |
| 8.  | 14. července 2013 | San Benedetto, Itálie         | antuka    | Maxime Teixeira        | Alessandro Giannessi João Sousa      | 6–4, 6–3               |
| 9.  | 7. září 2013      | Saint-Rémy, Francie (2)       | tvrdý     | Albano Olivetti        | Marc Gicquel Josselin Ouanna         | 6–3, 6–7(5–7), [15–13] |
| 10. | 16. února 2014    | Quimper, Francie (2)          | tvrdý (h) | Albano Olivetti        | Toni Androić Nikola Mektić           | 6–4, 6–3               |
| 11. | 3. května 2014    | Tunis, Tunisko                | antuka    | Adil Shamasdin         | Stephan Fransen Jesse Huta Galung    | 6–3, 7–6(7–5)          |
| 12. | 6. září 2014      | Saint-Rémy, Francie (3)       | tvrdý     | Konstantin Kravčuk     | David Guez Martin Vaïsse             | 6–1, 7–6(7–3)          |
| 13. | 9. listopadu 2014 | Mouilleron-le-Captif, Francie | tvrdý (h) | Nicolas Mahut          | Tobias Kamke Philipp Marx            | 6–3, 6–4               |
| 14. | 21. února 2016    | Vratislav, Polsko             | tvrdý (h) | Albano Olivetti        | Nikola Mektić Antonio Šančić         | 6–3, 7–6(7–4)          |
| 15. | srpen 2020        | Praha, Česko                  | antuka    | Arthur Rinderknech     | Zdeněk Kolář Lukáš Rosol             | 6–3, 6–4               |
| 16. | říjen 2021        | Orleans, Francie              | tvrdý     | Albano Olivetti        | Antoine Hoang Kyrian Jacquet         | 6–2, 2–6, [11–9]       |
| 17. | březen 2022       | Biel, Švýcarsko               | tvrdý (h) | Albano Olivetti        | Purav Radža Ramkumar Ramanathan      | 6–3, 6–4               |